# Mahalanobis avstånd
Mahalanobis avstånd är ett mått inom diskriminantanalysen skapat av den indiske statistikern Prasanta Chandra Mahalanobis som mäter graden av beroende, eller avståndet mellan två statistiska populationer.